# Euphyia mesembrina
Euphyia mesembrina är en fjärilsart som beskrevs av Hans Rebel 1927. Euphyia mesembrina ingår i släktet Euphyia och familjen mätare. Inga underarter finns listade i Catalogue of Life.